# لو بيرغر
لو بيرغر (بالإنجليزية: Lou Berger)‏ هو كاتب أغاني وكاتب سيناريو أمريكي، ولد في 21 أغسطس 1950.

## وصلات خارجية
- لو بيرغر على موقع IMDb (الإنجليزية)
- لو بيرغر على موقع ألو سيني (الفرنسية)
- لو بيرغر على موقع قاعدة بيانات الفيلم (الإنجليزية)
- لو بيرغر على موقع كينوبويسك (الروسية)